# Рильский монастырь (природный парк)
Природный парк «Рильский монастырь» (болг. Природен парк „Рилски манастир“) — один из крупнейших природных парков в Болгарии (его площадь составляет 25253,5 га), расположенный в общине Рила Кюстендилской области.
Охватывает преимущественно горные районы (750-2713 м над уровнем моря). Парк включает в себя леса и альпийские луга. Он является вторым по посещаемости природным парком Болгарии, после парка Витоша. Целью создания природного парка является защита ценных видов растений и животных, а также развитие туризма.

## История парка
Природный парк «Рильский монастырь» был создан в 1992 году как природоохранную территория в границах национального парка Рила. В 2000 году он был выделен из территории национального парка, чтобы позволить Рильскому монастырю восстановить своё право на владение частью этих земель (национальными парками владеет только государство). Большая часть парка находится во владениях монастыря.
На территории парка выделен природный заповедник «Риломонастырская гора» (площадь 36,65 км²). Наивысшей точкой парка является гора Рилец (2713 м).

## Природа
Леса занимают 16 370 га площади парка, из которых 3665,7 га в заповеднике «Риломонастырская гора». Средний возраст лесов составляет 99 лет с общим запасом 1 965 140 м³ и ежегодным приростом на 21 354 м³. Из деревьев в природном парке распространены бук, сосна горная, сосна обыкновенная и ель. Всего в парке произрастает около 1400 видов высших растений, 80 из которых занесены в «Красную книгу Болгарии».
В парке обитает около 2600 видов беспозвоночных и 202 вида позвоночных животных. 32 вида позвоночных животных включены в «Красную книгу Болгарии», среди них альпийский тритон, обыкновенная квакша, эскулапов полоз, лесная куница и беркут.